# Centrs (Riga)
Centrs (« Le Centre ») est un voisinage de l'arrondissements Central à Riga en Lettonie.

## Présentation
Centrs est un quartier de Riga, la capitale de la Lettonie, qui comprend la partie centrale de la ville moins le vieux Riga. 
Le quartier du centre est limité  par les rues Hanzas iela, Eksporta iela, Daugava, Krišjāņa Valdemāra iela, Zigfrīda Annas Meierovica bulvāris, Aspazijas bulvāris, dzelzceļš, Dzirnavu iela, Aleksandra Čaka iela, Tallinas iela, Miera iela, Alojas iela, Tomsona iela, Jāņa Daliņa iela, Vesetas iela ainsi que Hanzas iela.
Le quartier du centre représente la partie centrale de la ville de Riga, qui est également inscrite sur la liste du patrimoine culturel et historique mondial de l'UNESCO. 
Sur le plan administratif, la partie Nord de ce quartier est située dans le District du Nord, la partie Nord-Est se trouve dans la banlieue de Vidzeme, la partie centrale est dans le District central et une petite zone près de la voie ferrée centrale.
La gare se trouve également dans la Banlieue de Latgale. 
Le quartier du centre est bordé par les quartiers de Pētersalas-Andrejsalas, Skanste, Brasa, Grīziņkalns, Avoti, Maskavas forštate, Vecrīga et Ķīpsala (par le Pont Vanšu). 
Sa population est de 37 576 habitants en 2017 pour une superficie de 3 732 km2.

## Transports
- Bus : 2, 3, 4, 6, 7, 8, 9, 10, 11, 12, 13, 16, 18, 20, 21, 22, 23, 24, 25, 26, 30, 32, 34 , 37, 38, 39, 41, 43, 47, 50, 51, 52, 53, 54, 55, 57, 63
- Trolleybus : 3, 4, 5, 9, 11, 12, 13, 14, 15, 17, 18, 19, 20, 22, 23, 25, 27, 31, 34, 35
- Tramway :1, 2, 5, 7, 10, 11

## Galerie

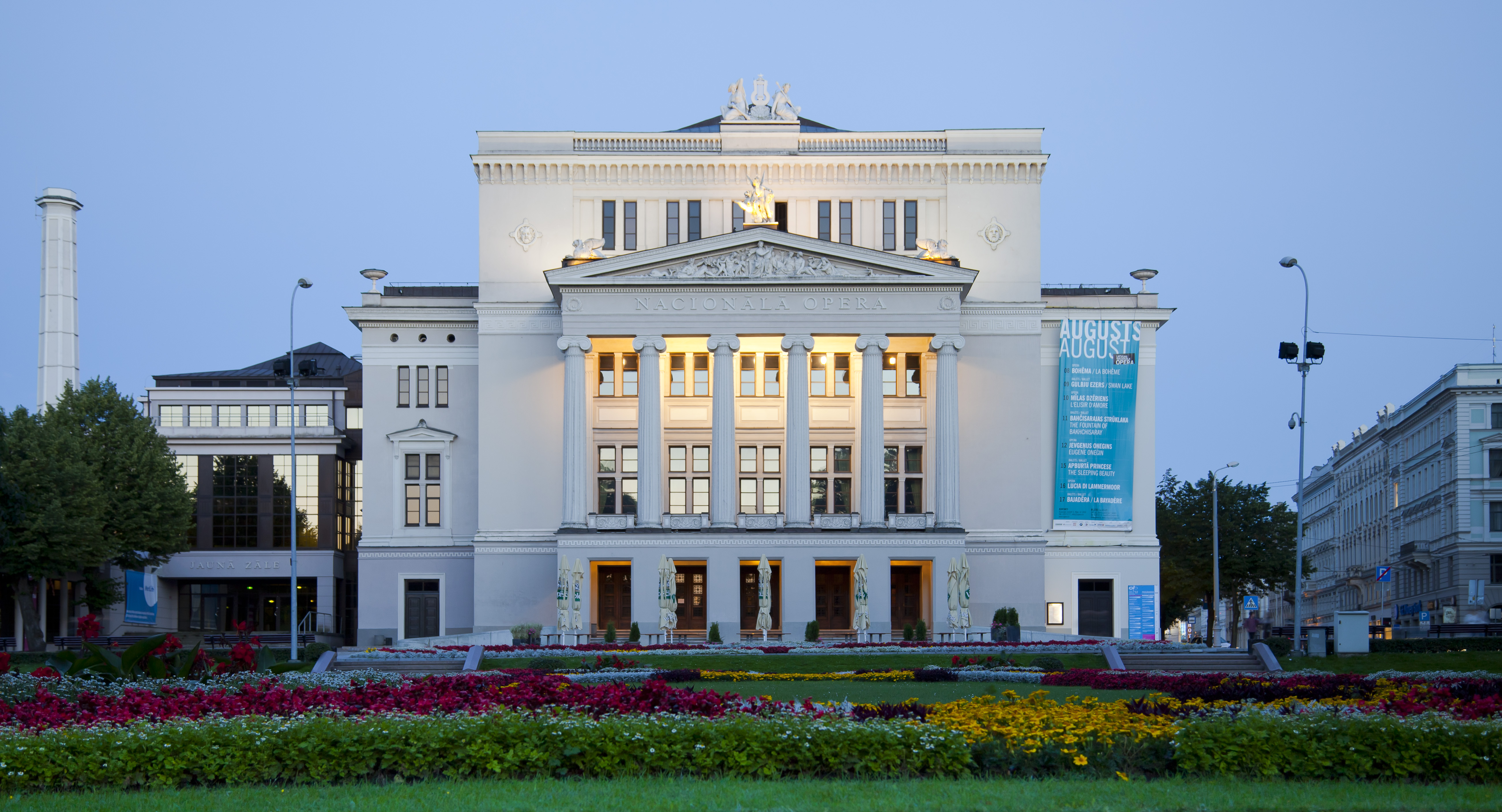
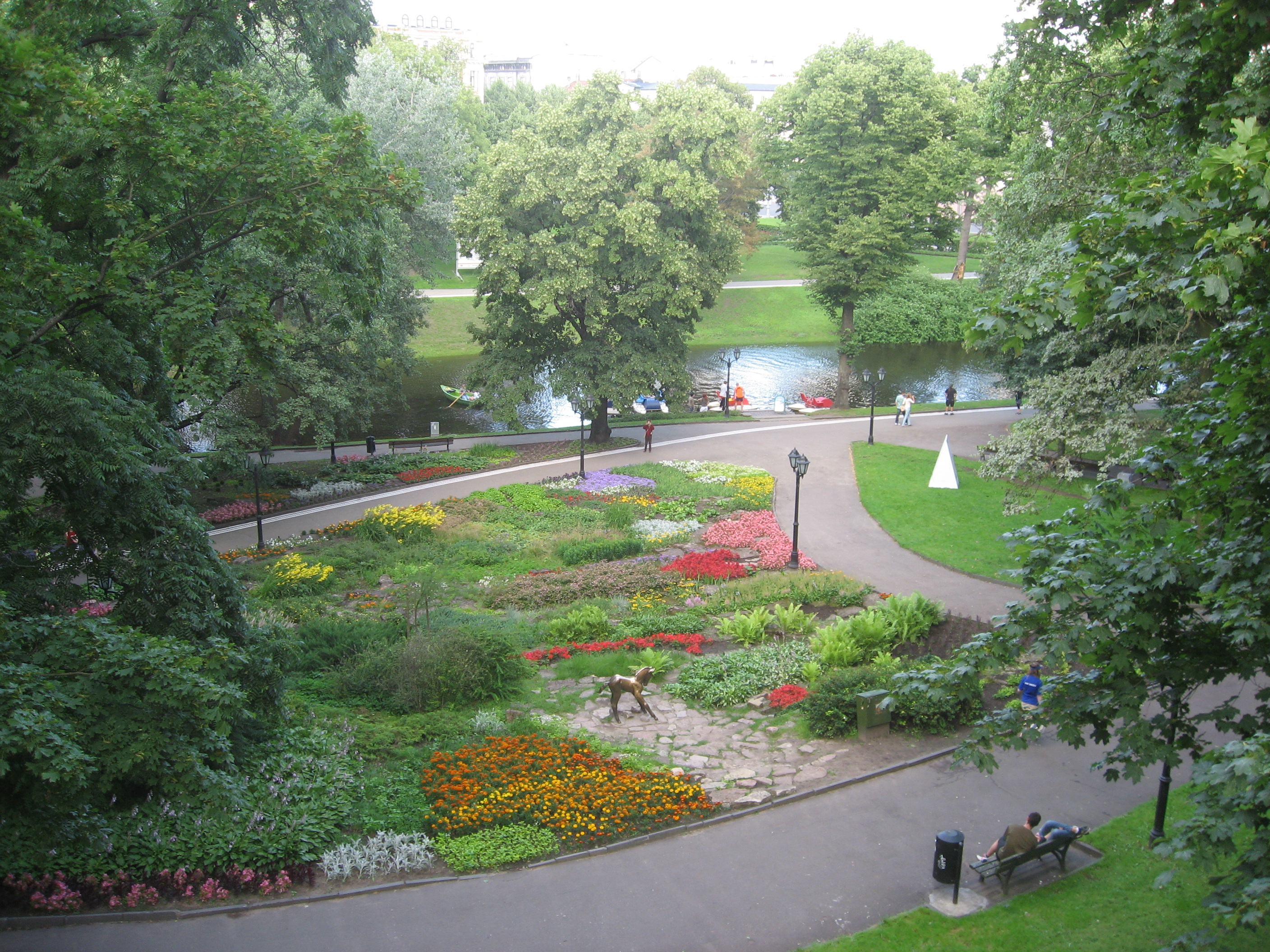

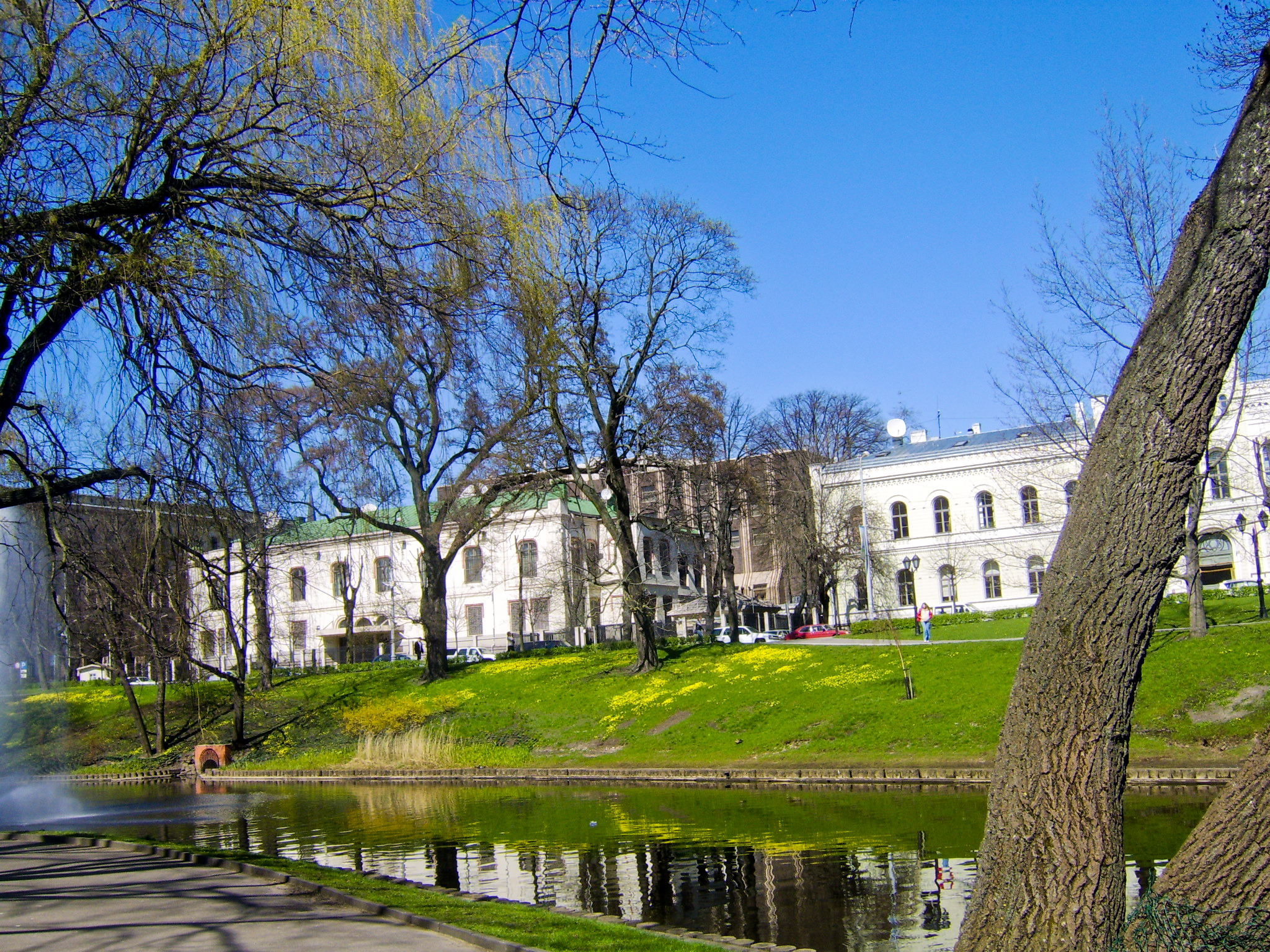
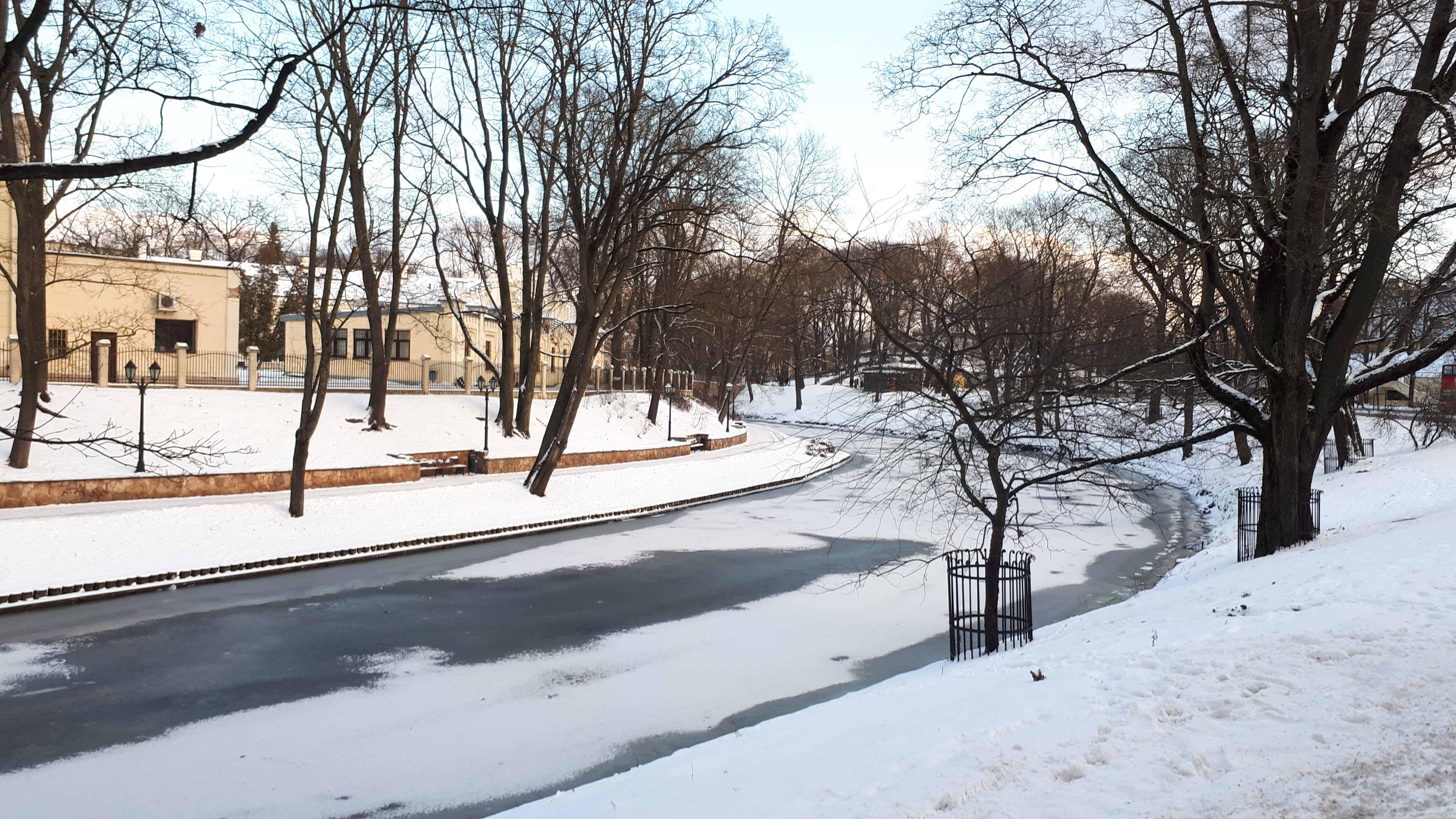
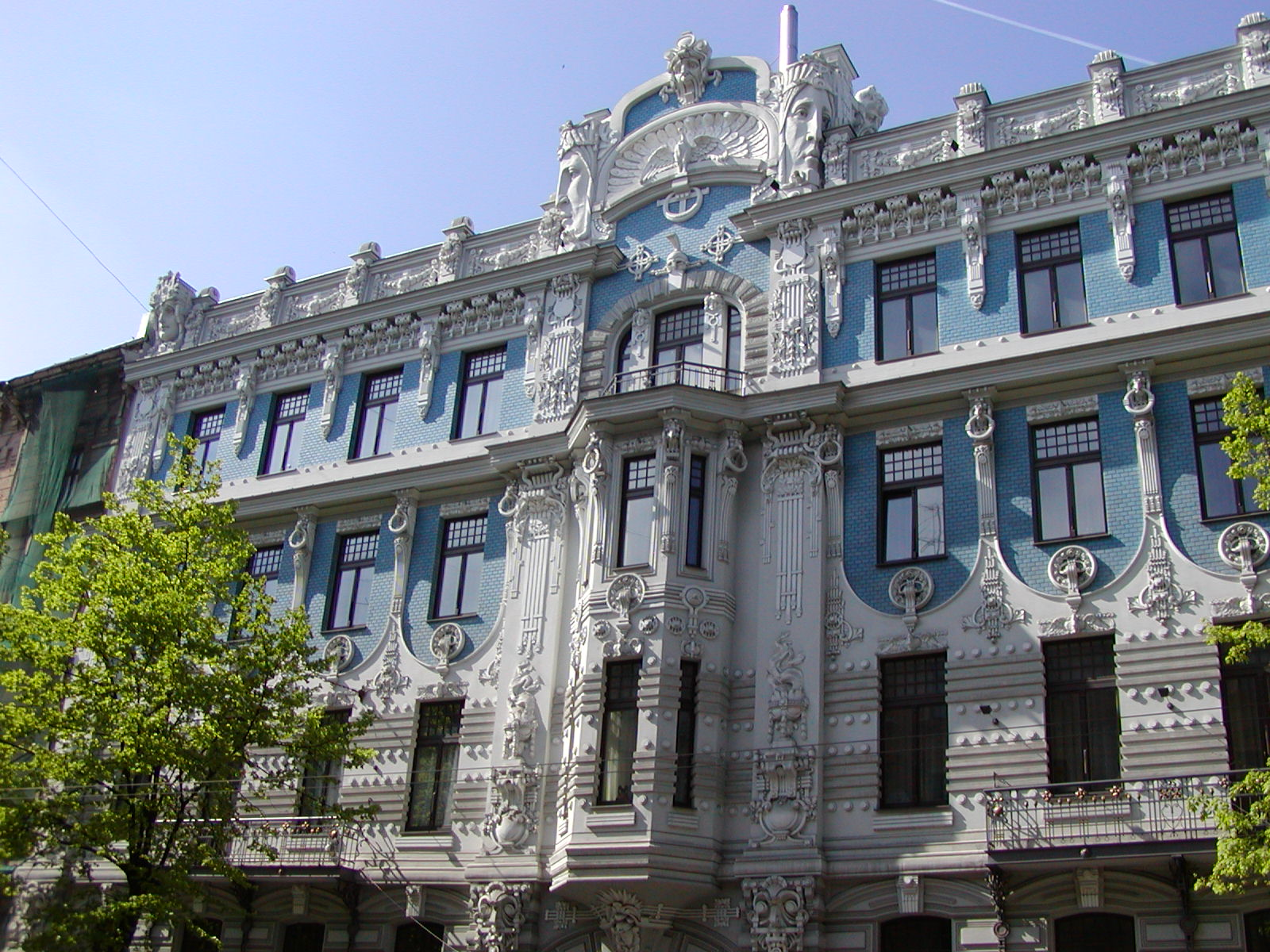